# Futebol em Portugal
O futebol em Portugal é gerido pela Federação Portuguesa de Futebol, órgão máximo responsável pela modalidade no país, e destaca-se pela seleção nacional e pelos seus principais clubes, Sport Lisboa e Benfica, Futebol Clube do Porto e Sporting Clube de Portugal, os clubes que mais vezes se sagraram vencedores das competições nacionais e detentores de importantes títulos internacionais.
Sporting Clube de Braga, Vitória Sport Clube, Boavista Futebol Clube e o Clube de Futebol "Os Belenenses" formam um segundo grupo de clubes importantes que durante um determinado período de tempo se intrometeram entre os 3 grandes e, que com massas adeptas consideráveis, conseguiram alguns títulos nacionais e participações europeias de relevo. Tudo isto leva a que muitas pessoas e adeptos criam argumentos para determinar qual seria o "4º grande de Portugal". Porém, a distância entre estes clubes e os três grandes é considerável em qualquer modalidade para que se possa ser atribuída esta designação.
As principais competições de Portugal são a Primeira Liga, a Taça de Portugal, a Taça da Liga e a Supertaça Cândido de Oliveira. 
Para além destas, existe também o Campeonato Nacional de Futebol Feminino, a Taça de Portugal Feminina, a Taça da Liga Feminina, a Supertaça Portuguesa de Futebol Feminino, as divisões de futebol masculino abaixo da Primeira Liga, as competições distritais entre clubes que não os campeonatos distritais, a Liga Revelação, a Taça Revelação Sub-23, o Campeonato Nacional II Divisão Feminino e os campeonatos dos escalões de formação de futebol masculino e feminino.

## História

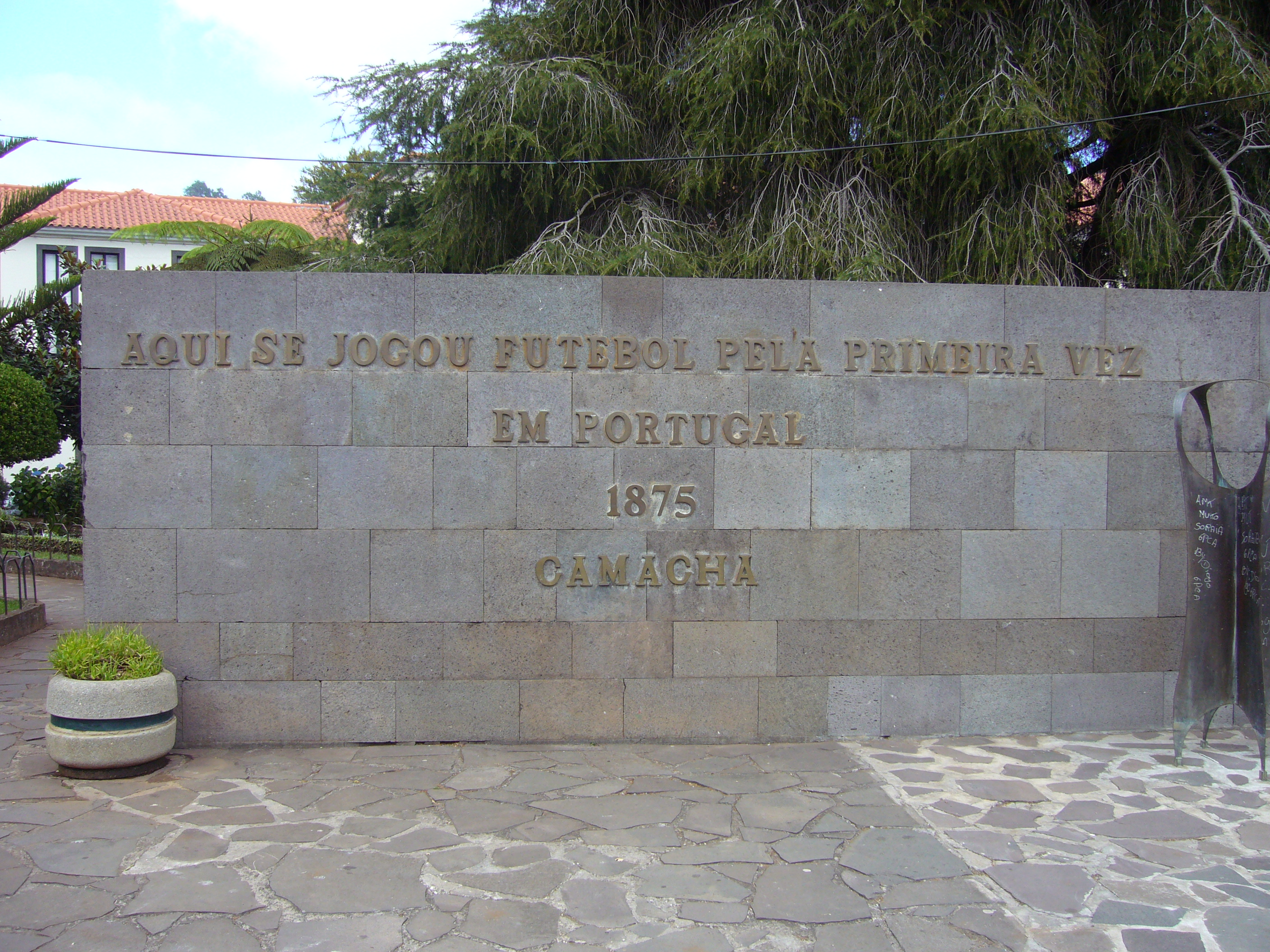
Local do primeiro jogo de futebol disputado em Portugal

O Futebol começou a tornar-se conhecido em Portugal nas últimas décadas do século XIX, trazido por jovens britânicos residentes em Portugal que estudavam em Inglaterra, assim como por estudantes portugueses que de lá regressavam.
O primeiro sítio onde se jogou futebol em Portugal foi no Largo da Achada, na freguesia da Camacha, Ilha da Madeira, no ano de 1875. O desporto foi introduzido por Henry Hinton, jovem britânico que estudava em Londres, mas que residia na Ilha da Madeira, cujo pai tinha uma quinta naquela freguesia, onde costumavam passar os verões. O jogo foi jogado com uma bola trazida de Inglaterra e depois de explicadas as regras. Testemunhos orais confirmam a rápida e crescente popularidade do desporto que em breve se alastrou a toda a freguesia e brevemente ao resto da ilha. Um pequeno monumento foi erguido para comemorar este feito no Largo da Achada.
Em Portugal Continental a primeira pessoa responsável pela sua aplicação terá sido Guilherme Pinto Basto (de acordo com os seus irmãos Eduardo e Frederico terá trazido a primeira bola de Inglaterra). Foi ele que teve a iniciativa de organizar uma exposição do novo jogo que teve lugar em setembro de 1888, na Quinta do Bom Jardim, Belas, e foi também ele que organizou o segundo jogo em janeiro do ano seguinte. A partida teve lugar onde é hoje a Praça de Touros do Campo Pequeno opondo a equipa de Portugal à da Inglaterra. A portuguesa venceu o jogo 2-1. Consequentemente, o futebol começou atrair a atenção da alta sociedade.
Mais tarde começou a ser praticado em academias e levou à fundação de clubes em todo o país. Até o final do século, associações como o Club Lisbonense, o Grupo Sportivo de Carcavelos, o Braço de Prata, o Real Ginásio Clube Português, o Estrela Futebol Clube, o Académico Futebol, o Campo de Ourique, o Porto Cricket e o Sport Clube Vianense foram fundadas para praticar este desporto ou secções criadas para competir.
A primeira partida, entre Lisboa e Porto, realizou-se em 1894 e foi assistida pelo rei D. Carlos.
O Clube Internacional de Foot-Ball (fundado em 1902) foi a primeira equipa portuguesa a jogar no estrangeiro derrotando, em 1907, o Madrid Football Club na capital espanhola.

## Seleções nacionais

### Seleção A
A Seleção Portuguesa de Futebol tem atualmente uma presença constante nos lugares de topo do Ranking Mundial da FIFA. No Euro 2000 atingiu as meias-finais, no Euro 2004 atingiu a final, no Mundial de 2006 ficou em 4º lugar e no Euro 2012 atingiu as meias-finais. Existem ainda várias outras seleções nacionais para além da principal.

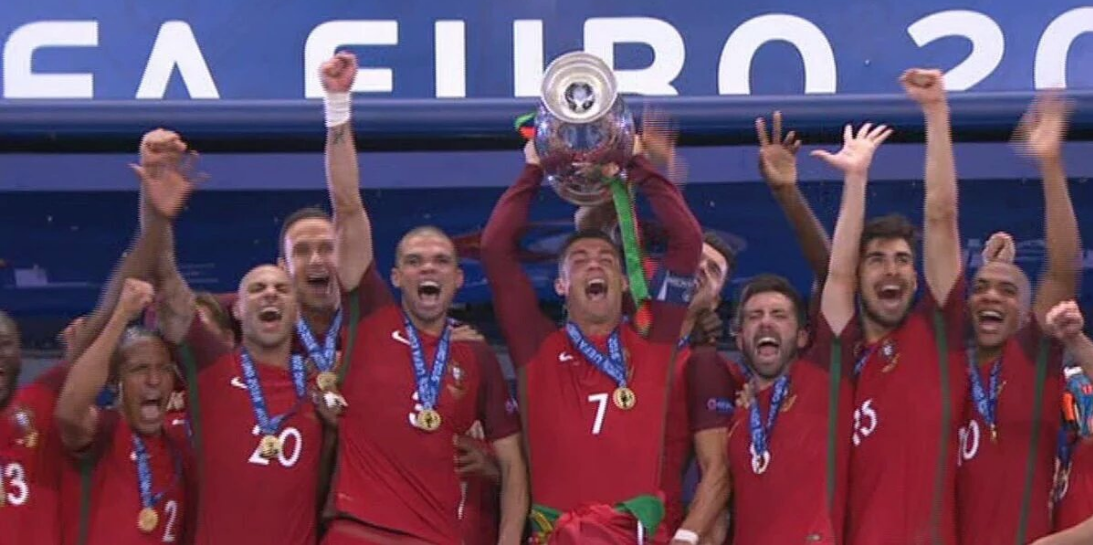
Campeão Europeu em 2016

A 10 de julho de 2016, no Euro 2016, Portugal sagrou-se campeão europeu ao vencer a seleção da França por 1-0, com golo de Éder aos 109 minutos, na segunda parte do tempo de prolongamento. Foi o primeiro título internacional da Seleção A que Portugal conquistou em toda a história do futebol.
A 9 de junho de 2019, Portugal ganhou a primeira edição da Liga das Nações ao vencer a seleção da Holanda por 1-0 com golo de Gonçalo Guedes
A 8 de junho de 2025, Portugal vence pela segunda vez a Liga das Nações depois de ultrapassar a Alemanha nas meias finais e vencer a final contra a vizinha Espanha nas grandes penalidades por 5-3 após empate a 2-2 no tempo regulamentar.

### Seleção Olímpica
Portugal foi representado nos Jogos Olímpicos por quatro ocasiões.

### Seleções de jovens
Portugal ganhou muitos títulos nos escalões de formação entre as quais se destacam:
- Campeonato do Mundo Sub-20 da FIFA: 2 títulos (1989, 1991)
- Campeonato Europeu Sub-19 da UEFA: 3 títulos (1961, 1994, 1999)
- Campeonato Europeu Sub-17 da UEFA: 7 títulos (1989, 1995, 1996, 2000, 2003, 2016, 2025)

## Jogadores notáveis

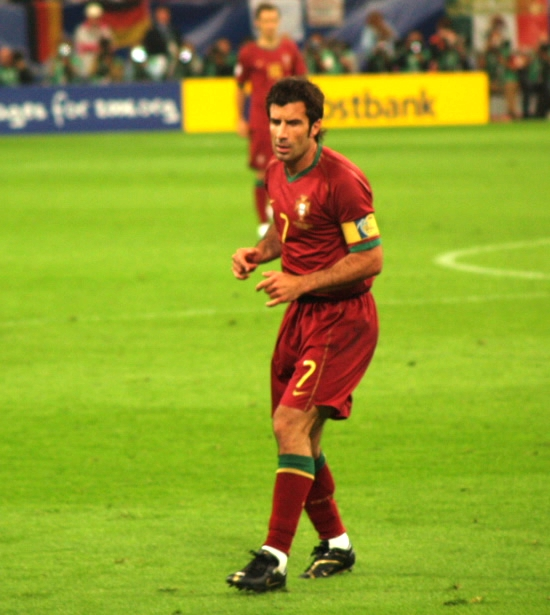
Luís Filipe Madeira Caeiro Figo

Pelo Futebol Português passaram muitas das maiores estrelas do Futebol, que já ganharam muitos títulos internacionais, incluindo a Liga dos Campeões da UEFA, a Taça dos Clubes Vencedores de Taças da UEFA, a Liga Europa da UEFA, a Liga Conferência da UEFA, a Taça Intertoto da UEFA, a Supertaça da UEFA, a Taça Intercontinental, o Campeonato do Mundo de Clubes da FIFA, o Campeonato do Mundo da FIFA, o Campeonato Europeu da UEFA, a Liga das Nações da UEFA, a Taça dos Campeões da CONMEBOL–UEFA e a Taça das Confederações da FIFA.

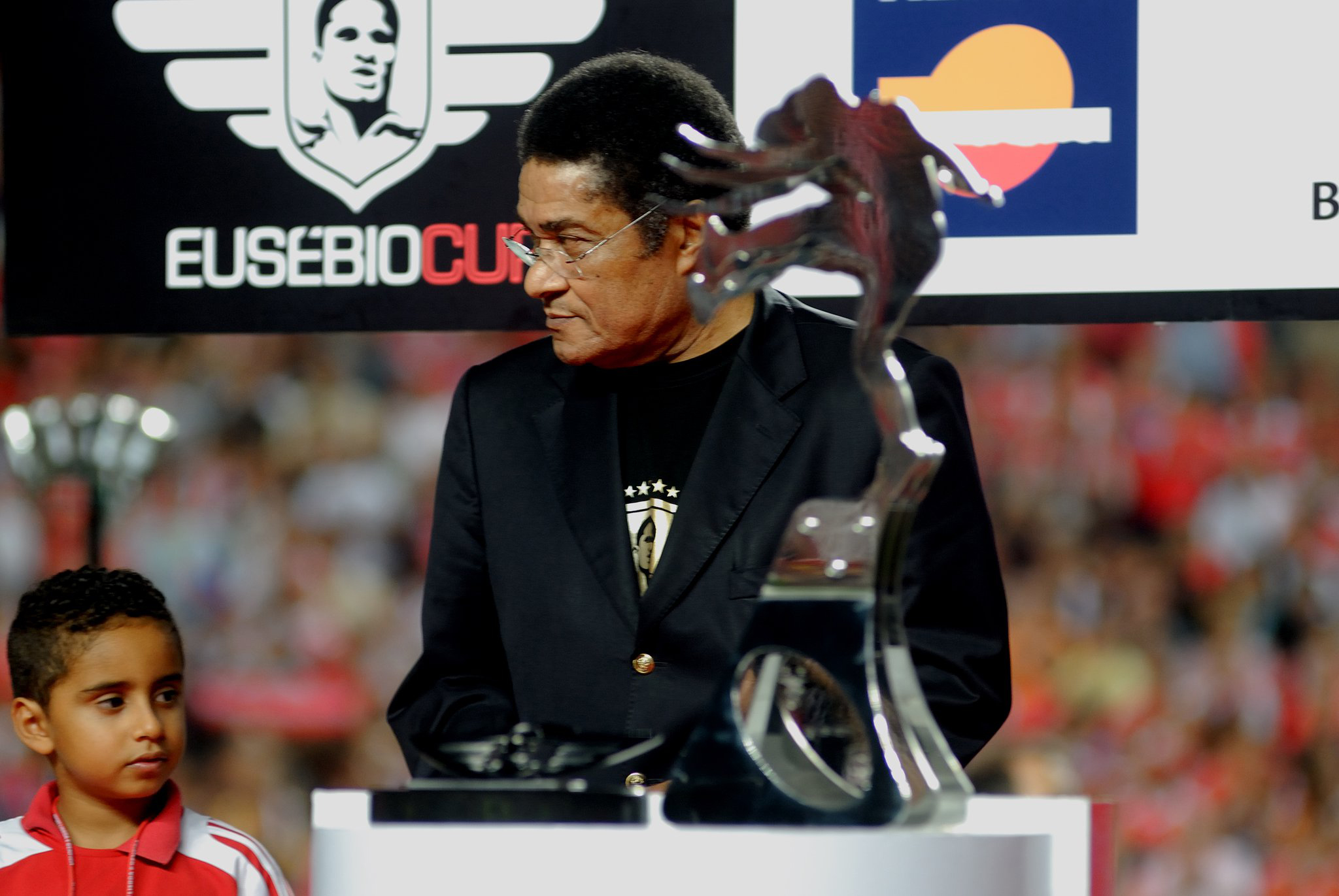
Eusébio da Silva Ferreira

Jogadores portugueses como Eusébio, Luís Figo e Cristiano Ronaldo, entre outros, contribuíram e contribuem muito para o desenvolvimento do Futebol Português e da Seleção Nacional.
- «Futebolistas de Portugal»

## Competições seniores masculinas
- Primeira Liga
- Segunda Liga
- Liga 3
- Campeonato de Portugal
- Campeonatos Distritais
- Taça de Portugal
- Taça da Liga
- Supertaça Cândido de Oliveira
- Liga Revelação Sub-23
- Taça Revelação Sub-23

## Estádios portugueses

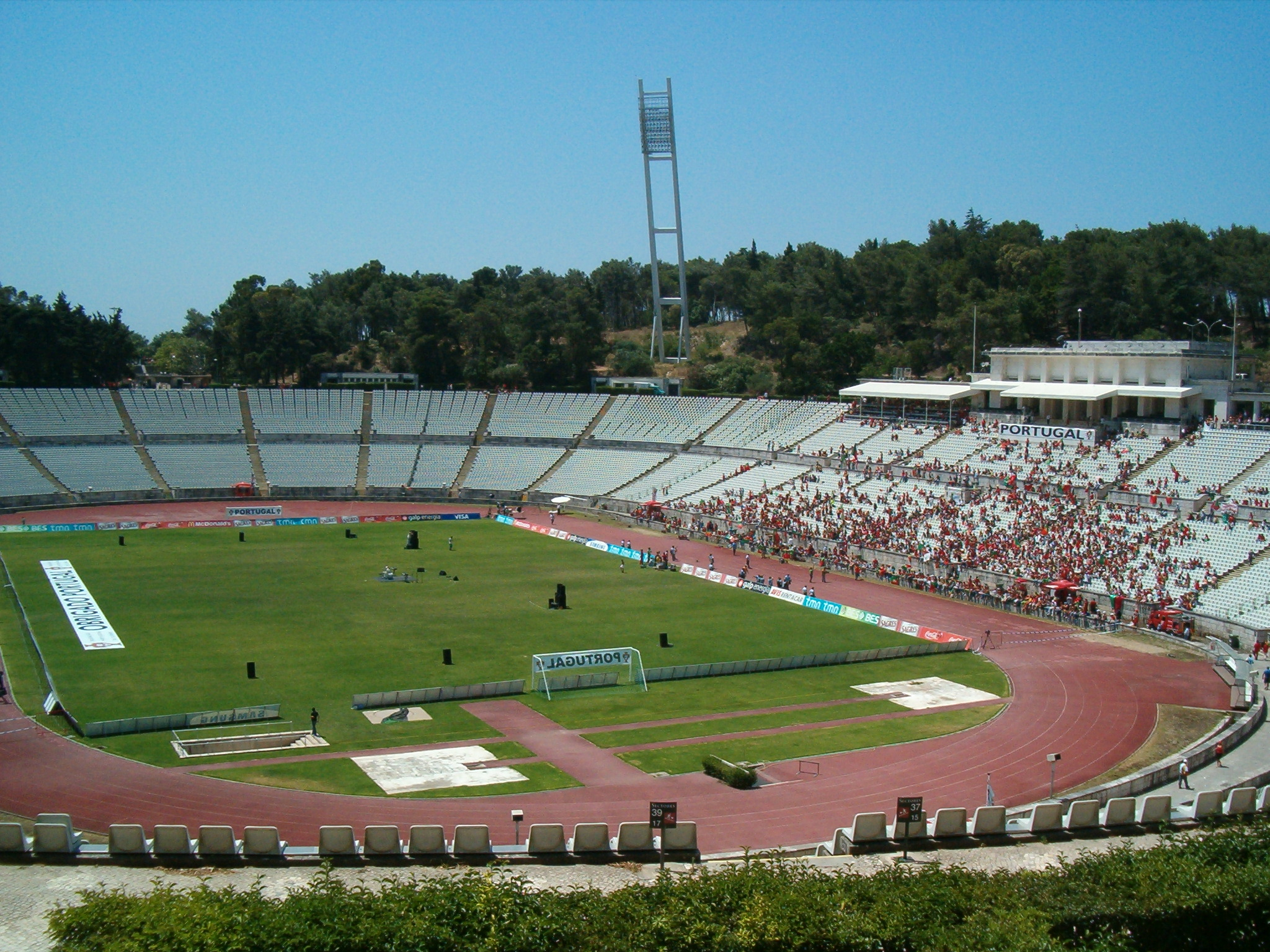
Estádio Nacional do Jamor

- Lista de estádios de futebol de Portugal

Em Portugal existem inúmeros estádios, sendo os principais o Estádio da Luz, o Estádio José Alvalade e o Estádio do Dragão. Estes estádios são segundo a UEFA infraestruturas de 4 estrelas, fazendo parte dos melhores da Europa, sendo os únicos aptos para receber uma competição como o Mundial da FIFA. 
Para além destes, outros 7 estádios foram construídos ou renovados também para o Euro 2004 nas principais cidades do país. Como não podia deixar de ser, todos eles são infraestruturas de categoria 4 da UEFA e apresentam capacidades à volta dos 30 mil lugares sentados.

## Clubes
- Lista de clubes de futebol de Portugal
- Lista de sócios e assistências de clubes de futebol de Portugal
- Lista de participações nas competições europeias de clubes portugueses de futebol
- Palmarés oficial de clubes portugueses de futebol